# Hopliocnema
Hopliocnema este un gen de molii din familia Sphingidae. Conține o singură specie, Hopliocnema brachycera, care este întâlnită în Queensland, Victoria și New South Wales.